# Ram It Down (canción)
«Ram It Down» es una canción de la banda británica de heavy metal Judas Priest, incluida como la pista inicial del álbum Ram It Down publicado en 1988. En el mismo año se lanzó como su segundo sencillo a través de Columbia Records.
Fue escrita por Rob Halford, K.K. Downing y Glenn Tipton a mediados de 1985 como una de las canciones del eventual Twin Turbos. Luego que el sello canceló el proyecto, la banda la regrabó durante 1987 y 1988 para incluirla en el disco homónimo. Por otro lado, es uno de los temas más rápidos del disco que lo posicionan dentro del speed metal.

## Lista de canciones
Todas las canciones escritas por Halford, Downing y Tipton.

| Vinilo de 7" |               |          |  |
| N.º          | Título        | Duración |  |
| 1.           | «Ram It Down» | 4:48     |  |
| 2.           | «Heavy Metal» | 5:58     |  |

| Vinilo de 12" |                                                          |          |  |
| N.º           | Título                                                   | Duración |  |
| 1.            | «Ram It Down»                                            | 4:48     |  |
| 2.            | «Heavy Metal»                                            | 5:58     |  |
| 3.            | «Freewheel Burning» (en vivo, tomado del Priest...Live!) | 5:01     |  |

## Músicos
- Rob Halford: voz
- K.K. Downing: guitarra eléctrica
- Glenn Tipton: guitarra eléctrica
- Ian Hill: bajo
- Dave Holland: batería